# Chauché
Chauché ist eine französische Gemeinde im Département Vendée in der Region Pays de la Loire. Sie gehört zum Arrondissement La Roche-sur-Yon und zum Kanton Montaigu-Vendée (bis 2015: Kanton Saint-Fulgent). Die 2.559 Einwohner (Stand: 1. Januar 2022) werden Chauchéens und Chauchéennes genannt.

## Geographie
Chauché liegt etwa 48 Kilometer südsüdöstlich von Nantes und etwa 20 Kilometer nordöstlich von La Roche-sur-Yon am Fluss Petite Maine. Umgeben wird Chauché von den Nachbargemeinden Les Brouzils, Chavagnes-en-Paillers und La Rabatelière im Norden, Saint-André-Goule-d’Oie im Osten und Nordosten, Essarts en Bocage im Süden, Dompierre-sur-Yon im Südwesten, Saint-Denis-la-Chevasse im Westen sowie La Copechagnière im Nordwesten.
Durch die Gemeinde führen die Autoroute A83.

## Geschichte
Bei Chauché fand am 2. Februar 1794 die Schlacht von Chauché statt, bei der die republikanischen Truppen von den royalistischen Anhängern der Vendée besiegt wurden. 

### Bevölkerungsentwicklung
| Jahr      | 1962 | 1968 | 1975 | 1982 | 1990 | 1999 | 2006 | 2012 | 2020 |
| Einwohner | 1826 | 1707 | 1633 | 1728 | 1813 | 1926 | 2130 | 2373 | 2485 |

## Sehenswürdigkeiten

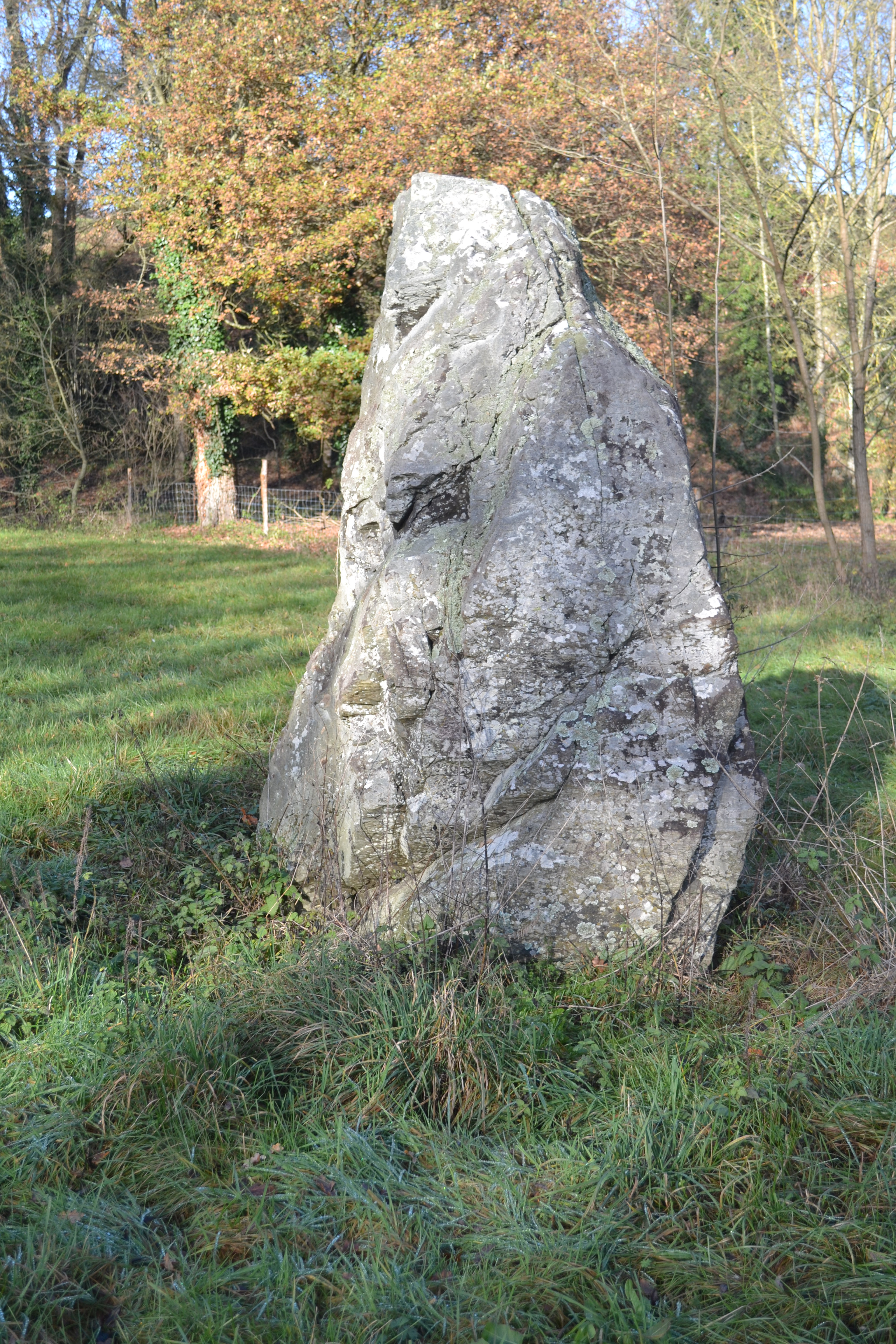
Menhir de la Limouzinière

- Menhir de la Limouzinière (Monument historique)
- Portal von Boutarlière aus dem 16. Jahrhundert